# Božakovo
Božakovo (deutsch Sankt Magdalenen) ist ein Ort in der slowenischen Region Bela krajina und liegt oberhalb des Grenzflusses Kolpa, der sich an dieser Stelle tief die Magdalener Wand eingekerbt hat. Das Dorf gehört zur Gemeinde Metlika.

## Geographie
Von Božakovo besteht ein Rundumblick über Bubnjarci und den dort beiderseits an der Kolpa gegenüberliegenden zwei Mühlen am Bahnübergang nach Rosalnice.
Östlich des Dorfes öffnen sich die Karsthöhlen Zdenec und Vidovec. Der Bach des Dorfes versickert an der Randzone des Weißkrainer Karst in die Unterwelt. Folgt man dem gut sichtbaren Trockental, kommt man zur Höhle Vidovec, die mit ca. 270 m die längste aller Weißkrainer Höhlen ist. Hier tritt auch wieder der Dorfbach an die Oberfläche und fließt zum Fluss Kupa ab. Die ca. 78 m lange Quellhöhle Zdenc unterhalb des Ortes wurde von Einheimischen mit Steinen abgemauert, um sie als Trinkquelle und Viehtränke zu nutzen. Im hinteren Teil der Höhle, abgetrennt durch eine künstliche Mauer, sammelt sich das Wasser und wird mit Rohren zum Eingang geleitet.

## Sehenswürdigkeiten
Zu den Sehenswürdigkeiten des Ortes zählt die Kirche der heiligen Magdalena, welche bereits 1334 urkundliche Erwähnung fand. Eine andere Sehenswürdigkeit ist die Kapelle Marienhelferin, am Ortsrand – von Rosalnice kommend – gelegen.

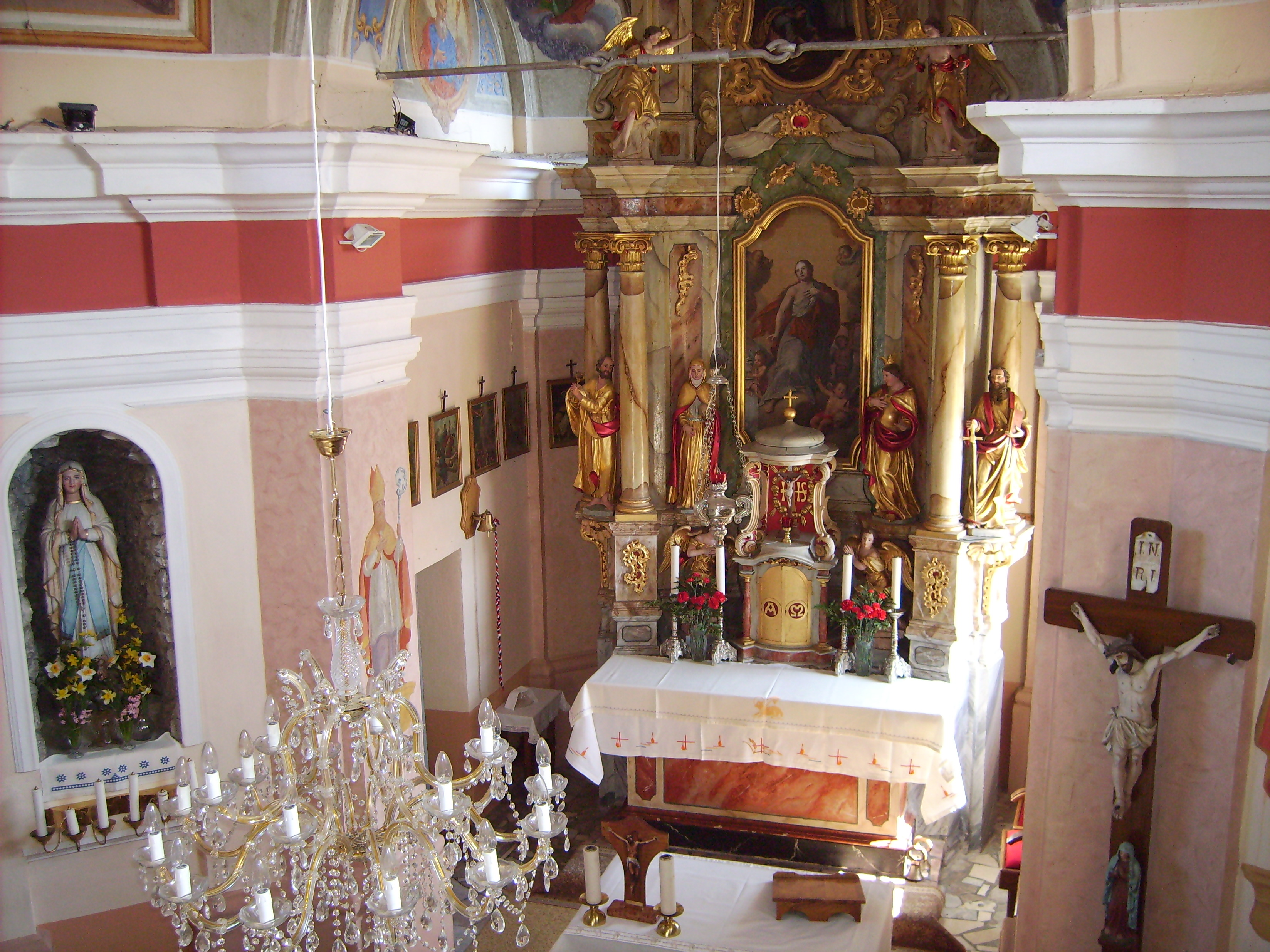
Altar in der Kirche von Božakovo

## Besonderheiten
Eine Besonderheit ist das Nachbar-Weinberghäuschen, wo sich die Dorfwinzer abends treffen, um selbstgemachten Wein zu trinken nach dem Motto „auf die andere Hälfte“. Mitmachen kann jeder, der kurz vor dem „Martinstag“ 10 l Most als Mitgliedsbeitrag bringt. Dieser wird dann vom Dorfweinbauern an die Dorfbesucher verkauft.